# Paracobitis smithi
Paracobitis smithi је зракоперка из реда Cypriniformes и фамилије Balitoridae. 

## Угроженост
Ова врста се сматра рањивом у погледу угрожености врсте од изумирања.

## Распрострањење
Иран је једино познато природно станиште врсте.

## Станиште
Станиште врсте су слатководна подручја.